# Jan Mukařovský
Jan Mukařovský (11. listopadu 1891 Písek – 8. února 1975 Praha) byl český estetik a literární teoretik, čelný představitel českého strukturalismu a Pražského lingvistického kroužku, akademik ČSAV.

## Život
Narodil se v Písku jako prvorozený syn středoškolského profesora a školního rady Jana Mukařovského a jeho manželky Magdalény, rozené Trubačové. Maturoval na píseckém gymnáziu. Roku 1910 se rodina přestěhovala do Prahy, téhož roku Jan nastoupil ke studiu slovanské filologie a dějin moderních literatur na filozofickou fakultu pražské univerzity, kde studium úspěšně zakončil roku 1915. Doktorát získal roku 1923 poté, co 22. prosince 1922 obhájil disertační práci na téma Příspěvek k estetice českého verše. Poté až do roku 1925 vyučoval na gymnáziu v Plzni. Od roku 1925 vyučoval na gymnáziu v Truhlářské ulici v Praze. V roce 1926 spoluzakládal Pražský lingvistický kroužek, kde se brzy stal jednou z vůdčích postav. Roku 1929 se habilitoval jako docent estetiky na Karlově univerzitě. V letech 1931–1937 působil na Komenského univerzitě v Bratislavě, kde byl v roce 1934 jmenován profesorem. Řádným profesorem Univerzity Karlovy se stal v roce 1948.
Po 2. světové válce se politicky angažoval ve prospěch KSČ a zřekl se svých dřívějších strukturalistických „pochybení“. Svůj podpis připojil pod výzvu prokomunistické inteligence Kupředu, zpátky ni krok!, jež byla zveřejněna dne 25. února 1948 pro podporu komunistického převratu. Nejen to mu umožnilo, aby se v roce 1948 stal rektorem Univerzity Karlovy, kterým zůstal až do roku 1954. Už dne 26. února 1948 byl členem akčního výboru Národní fronty v Syndikátu českých spisovatelů (spolu s Janem Drdou, Marií Majerovou, Václavem Řezáčem a dalšími); výbor se už na prvním zasedání vyslovil např. pro znárodnění tiskáren a nakladatelství, schválení tiskových zákonů... a už na prvních dvou schůzích začal provádět čistky (např. vyloučil ze Syndikátu Ferdinanda Peroutku). Na vypovězení řady kvalitních pedagogů z Univerzity Karlovy měl Mukařovský také svůj podíl. 
V letech 1951–1962 byl ředitelem Ústavu pro českou literaturu Československé akademie věd. Od roku 1948 až do své smrti působil v mírovém hnutí, byl členem byra Světové rady míru a předsedou Československého výboru obránců míru.

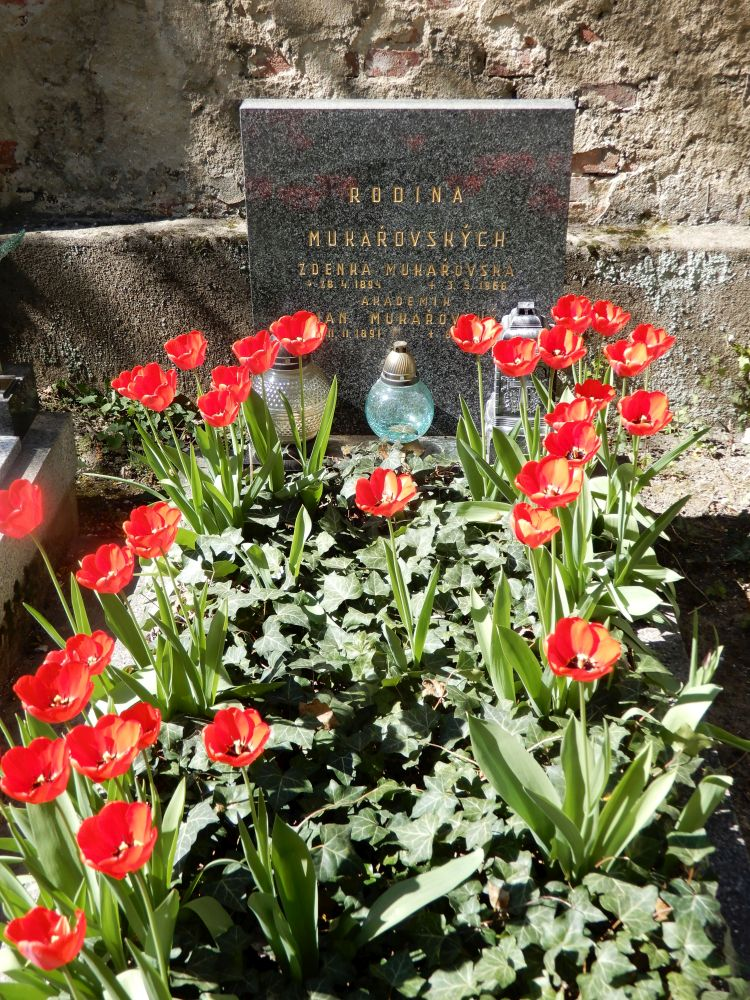
hrob Jana Mukařovského; Střešovický hřbitov

Nemůže mu být prominuto, že souhlasil s vyhazovy vědců, kteří svobodu vědy na univerzitě hájili, účastnil se jejich perzekuce, pomáhal ji lstivě organizovat vlastní osobní nenávistí. (...) A stokrát mu nemůže být odpuštěno, že svolně rektoroval zkáze celé jedné české studentské generace, doslova rozdupané v prověrkách roku 1949. V dějinách české kultury není člověka hodnějšího opovržení než Jan Mukařovský, jeho jméno je hanebnost sama, nikdo si nenamlouvej opak, není možné v něm zachránit ani učitele ani vědce ani Čecha ani člověka.
* * *
Právě roku 1950 Jan Mukařovský, již dokonale režimní jako rektor, jenž patroloval politickým prověrkám a vyhazovům studentů i profesorů, prodává poslední zbytek vědecké nezávislosti a okatě vyměňuje principy a metodiku formalismu-strukturalismu za sociologický realismus, totiž studií a analýzou Boženy Němcové, a činí to i beze stopy originality, dokonce v šlépějích Julia Fučíka, doslova okopírovaného; (...) panství nad strahovským Ústavem české literatury a ovládnutí akademických Dějin české literatury byly teď odměnou. I Šaldu, jehož se definitivně zmocnil, si Mukařovský do Ústavu přestěhoval, aby jeho Sebrané spisy náležitě vykleštil a zastavil přesně před prvními Šaldovými konflikty s komunisty a jeho prvními protesty proti vývoji revolučního socialismu v stalinismus. Vynikající padouch, tenhle Mukařovský, na slovo braný prznitel českého ducha!
Václav Černý, Paměti 1945-1972

## Tvorba
Napsal desítky článků, ale nikdy své myšlenky neshrnul do souborného díla. Mezi jeho nejvlivnější práce patří například studie „Estetická funkce, norma a hodnota jako sociální fakty“. Zprvu ho ovlivnil ruský formalismus, později se inspiroval sémiotikou a fenomenologií. Zabýval se problémy obecné estetiky, a to hlavně vztahem estetična k ostatním oblastem, povahou estetické funkce a hodnoty, estetických norem a významem estetična pro společnost. Rovněž se věnoval charakteru uměleckých děl, které chápe jako autonomní znak, strukturu, a vždy směřoval k postižení jejich specifického estetického účinku. Vedle teoretických úvah napsal také několik analytických studií, například o tvorbě Karla Hynka Máchy, Karla Čapka, Vítězslava Nezvala nebo Vladislava Vančury.

### Estetická funkce, norma a hodnota

#### Estetická funkce
Vysvětluje ji ve vztahu k ostatním funkcím. Ve stati Místo estetické funkce mezi ostatními na problematiku funkcí nahlíží z pohledu subjektu. Věci podle něj nemají předem stanovené a nikdy neměnné funkce, ale mohou plnit jakékoliv funkce. Pro žádnou oblast lidského jednání nejsou vyhrazeny jen některé. Rozhodující je, jaký postoj člověk ke skutečnosti zaujme. Takto nahlížené funkce Mukařovský definuje jako "způsob sebeuplatnění subjektu vůči vnějšímu světu." Podle toho, jestli se subjekt skrze funkci uplatňuje vůči skutečnosti bezprostředně nebo znakově, Mukařovský rozlišuje čtyři typy funkcí:
- Funkce praktická – subjekt se vůči skutečnosti uplatňuje bezprostředně, snaží se jí zasáhnout, přetvořit
- Funkce teoretická – subjekt se vůči skutečnosti uplatňuje bezprostředně, jejím cílem je promítnout skutečnost do vědomí subjektu
- Funkce symbolická (magicko-náboženská) – subjekt se vůči skutečnosti uplatňuje znakově, jde o účinnost vztahu mezi symbolizovanou skutečností a symbolickým znakem
- Funkce estetická – subjekt se vůči skutečnosti uplatňuje znakově, skutečnost se v estetickém znaku se sjednocuje podle jednoty subjektu

Mezi ostatními funkcemi zaujímá estetická ojedinělé postavení. Jako jediná se soustředí na znak sám, zatímco ostatní (včetně funkcí praktické a teoretické, pokud znak užívají) se víc zajímají o to, co znak označuje. Jev, jehož se chopí estetická funkce, resp. k němuž člověk zaujme estetický postoj, se stává samoúčelným estetickým znakem. Estetická funkce podle Mukařovského "činí z věcí nebo aktů, na kterých se projevuje, autonomní znak, vyvázaný z jednoznačné souvislosti se skutečností, ke které ukazuje." Jako vnímatelé se zajímáme o způsob, jakým se skutečnost v estetický znak zformovala, tj. o jeho výstavbu. Skutečnost se v estetickém znaku sjednocuje "podle obrazu jednoty subjektu."
V rozsáhlé studii Estetická funkce, norma a hodnota jako sociální fakty dodává, že oblast estetična vymezuje sociální kontext, který stabilizuje její rozložení ve světě. Rozsah její účasti v jednotlivých sférách skutečnosti se liší například společnost podle kolektivu nebo doby. Například důraz na estetickou stránku odívání se může lišit historicky a geograficky. Estetická funkce dominuje pouze v umění, resp. umění je tu od toho, aby bylo v první řadě nositelem estetické funkce. Mukařovský ale nevylučuje, naopak spíš zdůrazňuje, že dílo může časem svůj estetický potenciál ztratit, později znovu nabýt nebo třeba zaujmout něčím jiným než prvně.

#### Estetické normy
Regulují estetickou oblast. Mukařovský je chápe jako obecná pravidla, která má být aplikována na každý konkrétní případ. Jejich existenci umisťuje do kolektivního vědomí, v němž přebývají také další sociální fakty, například jazyk, náboženství nebo věda. Norma osciluje mezi bezvýjimečnou platností a pouhou potencí, u níž je myslitelná porušitelnost. Tomuto pohybu – Mukařovský mluví o dialektické antinomii – nejsou ušetřeny ani normy estetické. Naopak se díky němu vyvíjejí. Každá aplikace normy ji zároveň přetváří. Nejpatrnější to je v umění, kde se normy porušují záměrně. Každé umělecké dílo aktuálně platnou normu naplňuje neadekvátně. Na dějiny umění nahlíží jako na neustále revolty proti stávajícím normám.

#### Estetická hodnota
Je cílem estetického postoje a může vyplynout jako shoda s normou. Situace v umění ale ukazuje, že esteticky hodnotné bývají také předměty, které normu překonávají. Na hodnotě estetické se podílejí také hodnoty mimoestetické obsažené v díle. Tyto mimoestetické hodnoty, jejichž nositeli mohou být v případě umění všechny složky díla, vstupují mezi sebou do různých vztahů. Estetická hodnota pak vystupuje jako úhrnné pojmenováním pro dynamickou celistvost těchto vztahů, spíná mimoestetické hodnoty díla do jednotného celku. Přínos takové estetické hodnoty spočívá v tom, že jednotlivé mimoestetické hodnoty vytrhává z bezprostředního vztahu se skutečnosti a uvádí je do souvislosti s celým souborem hodnot vnímajícího kolektivu. Tím uvádí do pohybu systém hodnot daného vnímatele: přináší mu jiný pohled na skutečnost a nově jej orientuje ve světě. Něco takového v běžné životní praxi kolektiva není možné, protože pohyb hodnot omezuje neustála nutnost jejich praktické aplikace.
Vzhledem k tomu, že se stejné složky mohou stát nositeli různých hodnot a že tyto hodnoty k sobě mohou zaujmout různé vztahy, může se proměňovat také estetická hodnota díla v závislosti na tom, jaký kolektiv, v jaké době a na jakém místě jej posuzuje. Dílo se navíc vnímateli dává jako úkol, tj. je na něm, aby se podílel na sjednocení mimoestetických hodnot, resp. na konkrétní realizaci či aktualizaci estetické hodnoty. Působnost díla nepodmiňuje dílo samé, ale také uzpůsobení společnosti, resp. "jejím sklonem k jisté oblasti hodnot i jejím způsobem hodnocení." Jedno umělecké dílo může rozdílené kolektivy vnímatelů zajmout odlišně v závislosti na jejich společenské praxi a aktuálním stavu jejich norem a hodnot.
Mukařovský ale odmítá přistoupit na absolutně relativistickou pozici a snaží se argumentovat pro možnost objektivní platnosti estetické hodnoty. Umělecké dílo, jehož materiální složky dokážou upoutat více mimoestetických hodnot, tím mohutněji také dokážou dynamizovat jejich vztah. Takové dílo bude neustále upoutávat pozornost a nezautomatizuje se. Bude nabízet víc možností sjednocení, a tak co nejdéle vytrvá ve svém úkolu působit na vztah mezi člověkem a skutečností. Nezávislá estetická hodnota je tedy trvalejší a vyšší, "čím méně snadno se dílo poddává doslovné interpretaci ze stanoviska obecně přijatého systému hodnot té které doby a toho kterého prostředí." Jako příklad takového díla lze uvést Máchův Máj, o němž prohlašuje, že "mnohoznačnost vztahů mezi jednotlivými významovými jednotkami dovoluje, aby každá generace vložila do Máchova díla smysl, jakého sama potřebuje."
Je zřejmé, že Mukařovský užívá termín estetická hodnota ve dvojím smyslu. Jednak mluví o estetické hodnotě aktuální, zažívané během konkrétní estetické zkušenosti s uměleckým dílem či něčím jiným. A dále estetické hodnotě potenciální, kdy má na mysli spíš bohatství možností, které nabízejí složky díla pro konkrétní realizace aktuální estetické hodnoty.

### Umění jako znak a struktura
V umění dominuje estetická funkce. Umělecká díla tu podle Mukařovského jsou od toho, aby poskytovala estetickou hodnotu. Snažil se vysvětlit, co způsobuje jejich zvláštní estetickou působnost. Jde mu o postižení konkrétního tvaru, resp. uspořádání, které vyvolává daný estetický dojem. Ačkoliv terminologii postupně obměňoval základní směřování jeho úvah se nezměnilo. Odmítá dichotomii obsahu a formy a případné upřednostňování některé z těchto dvou složek. Na estetické působnosti díla se mohou podílet všechny složky bez rozdílů. Umělecké dílo chápe jako autonomní znak, který se skládá ze tří částí:
1. dílo-věc - funguje jako smyslový symbol
2. estetický objekt - funguje jako význam
3. vztah k označované věci - míří na celkový kontext sociálních fenoménů, například na vědu, politiku, náboženství apod.[26]

Dílo pojímá jako strukturu, která není pouhou sumou svých částí, ale vzájemnými vztahy mezi složkami, které jsou nositeli částečných významů. Například v literatuře význam nesou slova, zvuk, gramatické tvary, větná stavba, frazeologie, ale mimo jiné také složky tematické. V malířství zase podoba linií a barev stejně tak jako samotný námět. Strukturu charakterizuje jako dynamickou: její vnitřní rovnováha se bez ustání porušuje a přetváří. Každá jednotlivá složka se chce nadřadit složce jiné, přičemž ty složky, které se dočasně dostanou do popředí, mají rozhodující význam pro celkový smysl struktury. Zdůrazňuje moment významového sjednocení složek, jejich svedení na společného jmenovatele. Ve starších studiích mluví o významově jednotě, která se odvíjí od způsobu, jakým umělec vybíral a skládal jednotlivé prvky díla. Tento moment pojmenovává jako sémantické gesto. Jde ale o pojem značně rozkolísaný. Někdy jej charakterizuje také jako princip, kterým je dílo organizováno jako dynamická jednota od nejjednodušších prvků k nejobecnějším rysům, nebo jako významovou intenci, ale obsahově vyprázdněnou. Přes různé formulace má být sémantické gesto síla postrádající sice sdělitelný význam, ale zakládající specifický estetický účinek díla. Pouze dílo sjednocené sémantickým gestem v celek může jakožto autonomní znak prostředkovat mezi autorem a vnímatelem. Stává se "svědectvím o vztahu původcově ke skutečnosti a výzvou ke vnímateli, aby ke skutečnosti jako celku zaujal i on svůj vlastní vztah." Sémantické gesto ale nelze ztotožnit s ideou či posláním uměleckého díla, gesto má kvalitativní povahu.
Zatímco v prvotních textech na moment významového sjednocení nahlíží spíš z pozice autora či stavby uměleckého díla, v novějších pod vlivem fenomenologie vyzdvihuje roli vnímatele, který se musí smyslu dobrat. Zdůrazňuje proces vytváření smyslu, který má vyústit v zaujetí nového vztahu ke skutečnosti. Jak tento proces vypadá, detailně popsal ve studii O jazyce básnickém. Umělecké dílo charakterizuje jako postupně uskutečňovaný kontext. S odvíjením díla v čase vnímatel postupně přichází do styku s jednotlivými složkami a vytváří si představu o možném smyslu. Ta se mu ale potvrdí nebo vyvrátí až na samém konci, kdy bude znát všechny složky díla, přičemž během vnímání může své předpoklady přehodnocovat. Identifikuje tři principy, které tento proces řídí:
1. jednotnost větného smyslu
2. významová akumulace
3. oscilace mezi významovou statikou a dynamikou.

První princip říká, že od samého začátku vnímatel směřuje k jednotnému smyslu, který se ale ukáže až na samém konci. Druhým principem postihuje postupné vyvstávání smyslu v průběhu vnímání. Každou novou složku, s níž se vnímatel během zakoušení díla setká, ovlivňují minulé jednotky, na jejichž pozadí ty nové vyhodnocuje. V souvislosti s principem třetím upozorňuje na to, že každá složka usiluje o své osamostatnění, o vyvstání svého věcného významu. Dynamika kontextu jí v tom ale brání a nutí ji zaujmout místo ve struktuře podle postupně zpřesňované významové intence, která ale bude zřetelná až na samém závěru vnímání.
V novějších studiích upozorňuje na proměnlivost významového sjednocení struktury, resp. uměleckého díla. Souvisí to právě s tím, že problematiku estetické působnosti začal víc osvětlovat z pohledu vnímatele. V pozdních textech jej dokonce vybavuje silou do jisté míry spoluvytvářet významovou intenci díla, jak dokazuje jeho rozsáhlá práce Záměrnost a nezáměrnost v umění. Značná část naplnění významové intence připadá také na vnímatele, který rozhoduje o tom, jakou ze složek díla pojme za základ významového sjednocení, a usměrní tak vztah všech složek. Neznamená to ale, že vnímatel může do díla vložit jakýkoliv smysl. Vzhledem k tomu, že se dílo odvíjí jako postupně uskutečňovaný kontext, může se náhle některá ze složek natolik vzepřít významovému sjednocení, o které se vnímatel snaží, že zůstane mimo předpokládanou jednotu. Takové složky se jeví jako nezáměrné. Estetickou zkušenost s uměleckým dílen pak Mukařovský charakterizuje jako kolísání mezi záměrností a nezáměrností. Vnímatel totiž může během vnímání předpokládanou významovou intenci neustále upravovat. Posunu se zde dočkalo také sémantické gesto, u kterého Mukařovský víc než dřív zdůrazňuje jeho vlastnost, že strhává pozornost na samotný akt významového sjednocování. Má být jakousi energií, která nabízí prožitek ze samotného utváření, na němž záleží víc než na ustálení konečné významu.

### Po roce 1948
Po komunistickém únorovém převratu v roce 1948 se strukturalistické pozice zřekl. Například v článku Ke kritice strukturalismu v naší literární vědě směr označil za neslučitelný s marxistickou literární vědou. Nic to ale nemění na tom, že Mukařovského strukturalistické myšlení inspirovalo mladší teoretiky – například Milana Jankoviče, Miroslava Červenku nebo Květoslava Chvatíka. Ten také v 60. let editoval výbor starších prací Mukařovského nazvaný Studie z estetiky. V následujícím desetiletí na něj navázala publikace Cestami poetiky a estetiky. Naposledy vydalo ve dvousvazkovém titulu nejdůležitější Mukařovského články nakladatelství Host.

### Přehled důležitých článků
- Příspěvek k estetice českého verše, 1923
- Pokus o slohový rozbor Babičky Boženy Němcové, 1925
- Máchův Máj. Estetická studie, 1928
- Polákova Vznešenost přírody. Pokus o rozbor a vývojové zařazení básnické struktury, 1934
- Estetická funkce, norma a hodnota jako sociální fakty, 1936
- Umění jako sémiologický fakt, 1936
- Genetika smyslu v Máchově poezii, 1938
- Sémantický rozbor básnického díla: Nezvalův Absolutní hrobař, 1938
- Významová výstavba a kompoziční osnova epiky Karla Čapka, 1939
- O jazyce básnickém, 1940.
- Básník, 1941
- Záměrnost a nezáměrnost v umění, 1943

## Ocenění
- Dvojnásobný laureát Státní ceny Klementa Gottwalda.[8]
- Dvakrát obdržel Řád republiky  (1955, 1961).[32]
- V Praze 13 je po něm pojmenována ulice – Mukařovského.[33]